# Herbert Büschenfeld
Herbert Büschenfeld (* 19. Oktober 1925 in Marienburg, Westpreußen; † 21. November 2017) war ein deutscher Geograph.

## Leben
Nach seinem Wehrdienst und Kriegsgefangenschaft studierte er von 1947 bis 1950 in Weilburg und trat anschließend in den Schuldienst ein. Neben seiner Tätigkeit als Lehrer in Wiesbaden absolvierte er von 1952 bis 1957 ein Zweitstudium an der Universität Frankfurt, in den Fächern Geographie, Pädagogik und Psychologie. 1957 promovierte er dann mit einer Dissertation zur Stadtgeographie.
Nach dreijähriger Assistententätigkeit in Weilburg ging er 1961 an die Pädagogische Hochschule in Münster für die Dozentur in Geographie und ihre Didaktik.
1964 erfolgte zunächst seine Ernennung zum außerordentlichen Professor auf die dann, nach Errichtung der PH Westfalen-Lippe, Abteilung Münster, die Ernennung zum ordentlichen Professor folgte. Von 1980 bis 1991 war er an der Westfälischen Wilhelms-Universität tätig und nach dem Wintersemester 1990/91 erfolgte seine Emeritierung.

## Arbeits- und Forschungsfelder
Neben seiner 30-jährigen Tätigkeit in der Lehrerbildung galt sein besonderes Interesse in der Fachdidaktik der Medienforschung. Daneben widmete sich Büschenfeld stadtgeographischen Problemen und bildete mit Westfalen und Jugoslawien seine Forschungsschwerpunkte. Und auch mit den Nachfolgestaaten des zerfallenen Jugoslawien beschäftigte er sich intensiv.